# Иллер
И́ллер (нем. Iller) — река на юге Германии, правый приток Дуная. Длина реки — 163 км, площадь водосборного бассейна — 2200 км².
Истоки реки находятся на территории коммуны Оберстдорф (регион Альгой) недалеко у границы с Австрией. Высота истока — 778 м над уровнем моря. Образуется река в результате слияния Брайтаха, Штиллаха и Треттаха. Далее Иллер протекает в северном направлении по территории федеральных земель Бавария и Баден-Вюртемберг, впадая в Дунай в городе Ульм. Высота устья — 470 м над уровнем моря.
На реке расположено несколько ГЭС.
Важнейшие города на реке — Зонтхофен, Имменштадт-им-Альгой, Кемптен, Ульм.

## Галерея

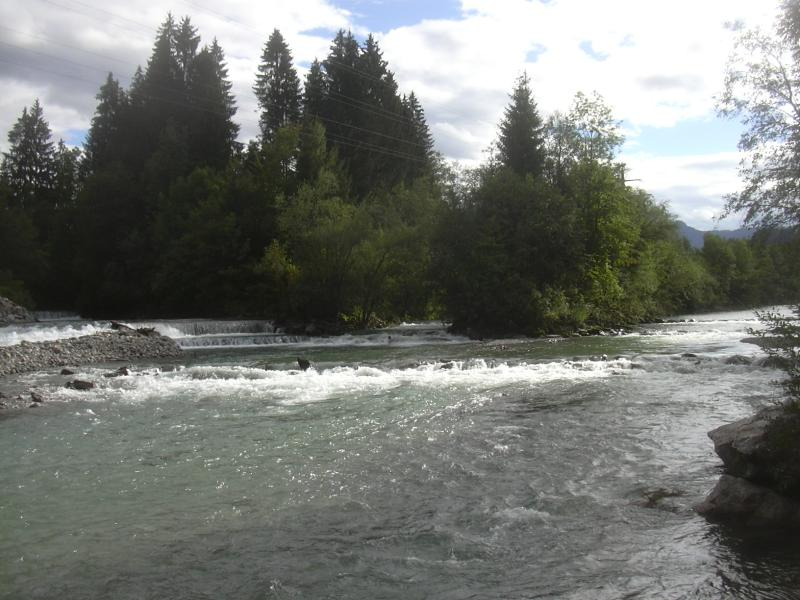
Слияние Треттаха, Штиллаха и Брайтаха (слева направо)
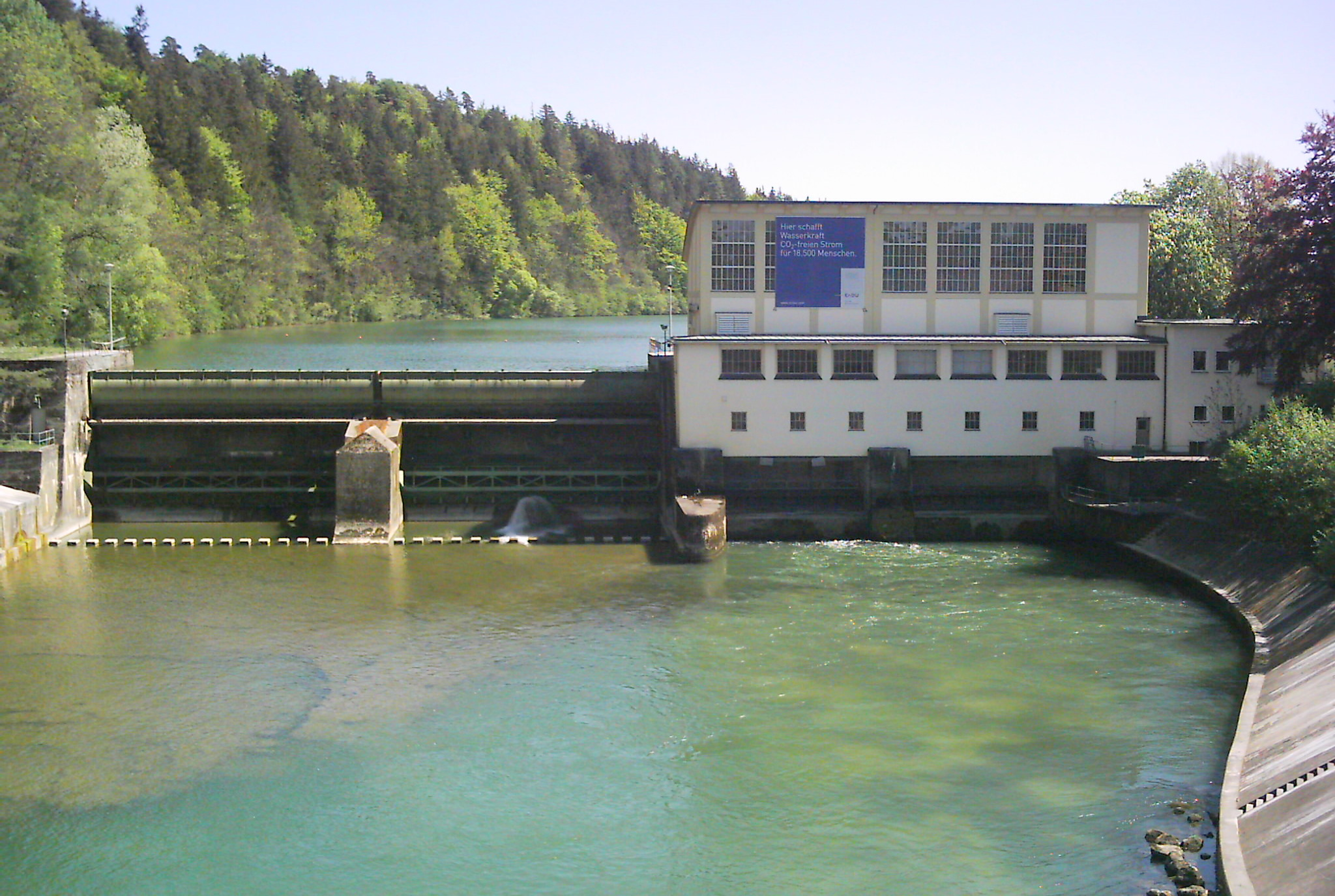
ГЭС в Айтрахе
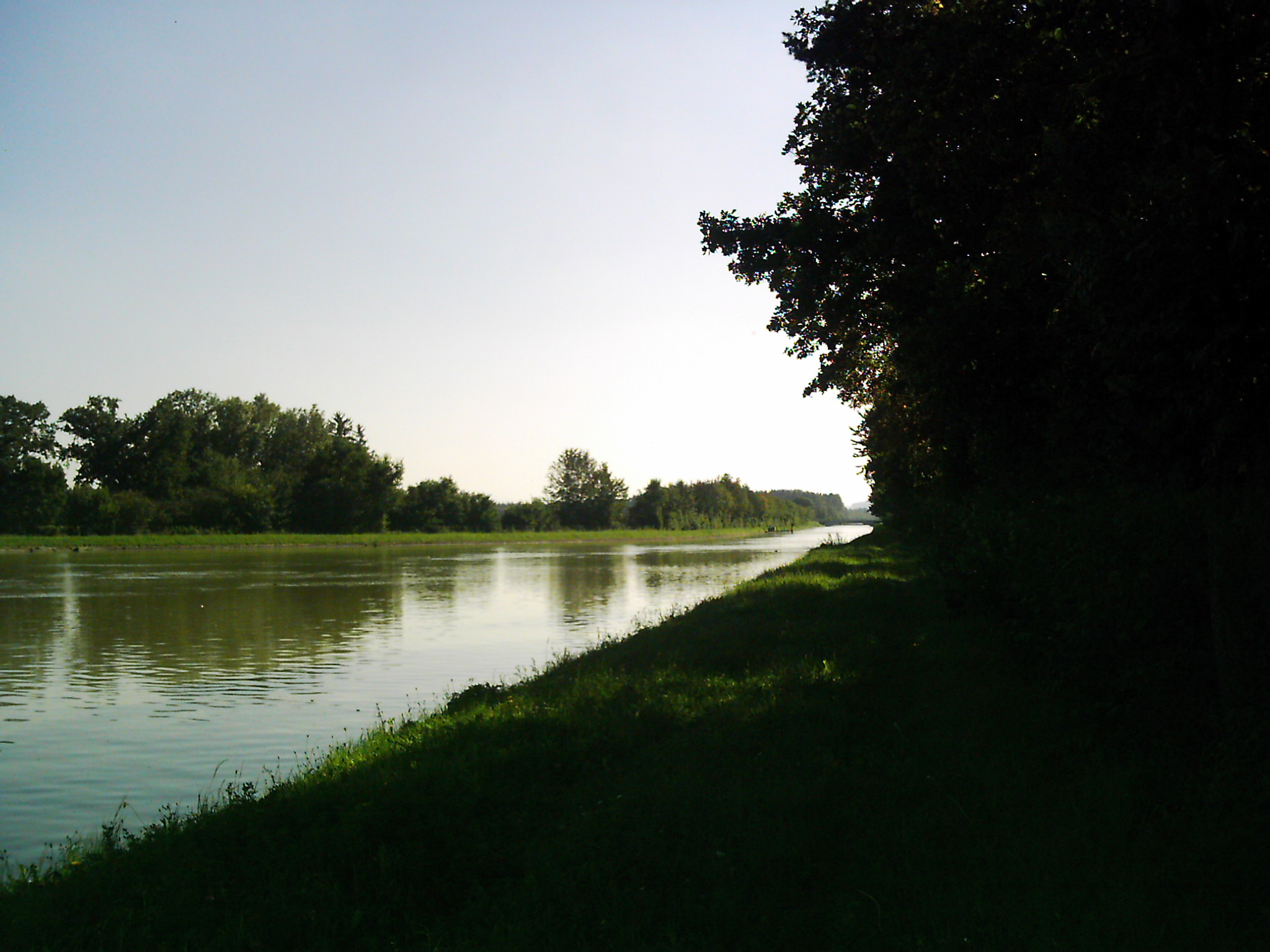
Водохранилище в Танхайме
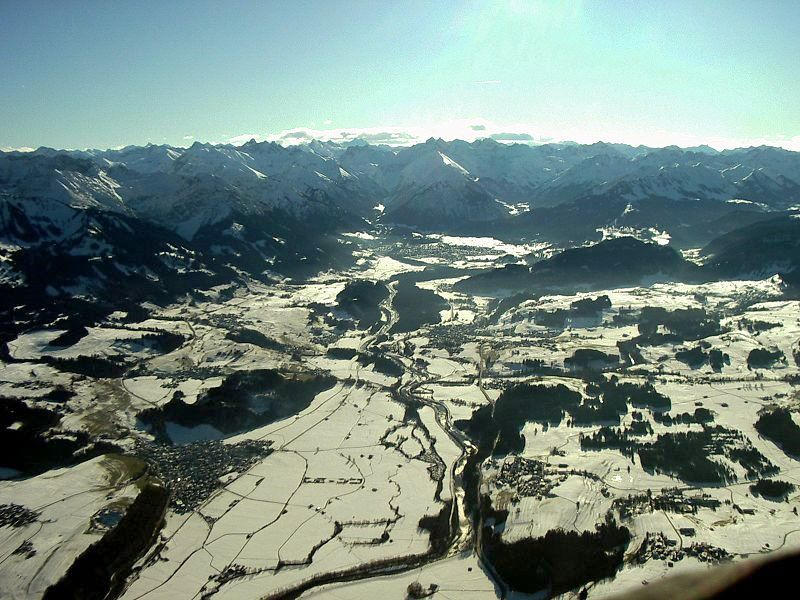
Аэрофотосъёмка долины Иллера
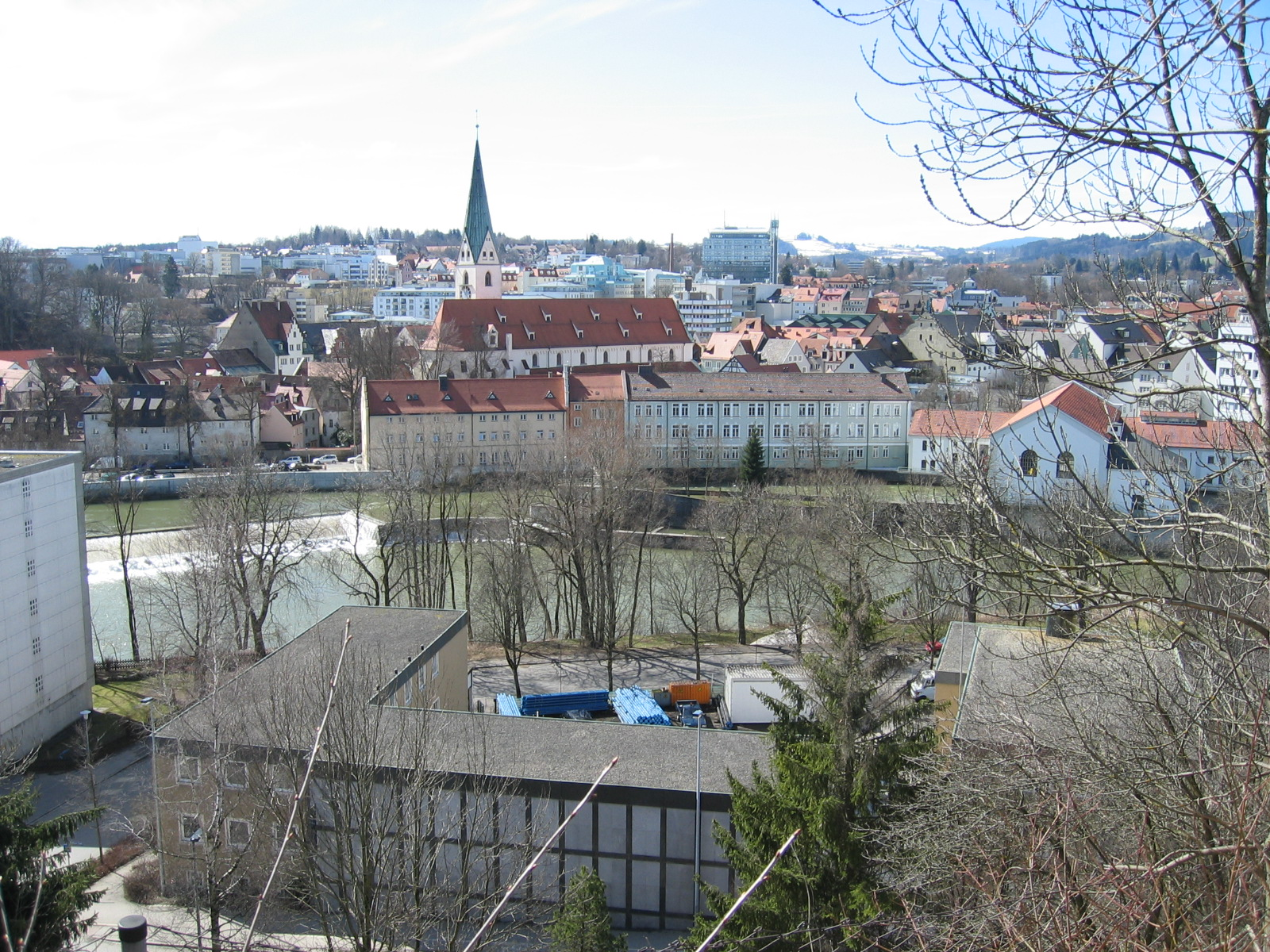
Вид на церковь Св. Магна в Кемптене